# رحاب نصر
رحاب نصر هي ممثلة ولاعبة تايكوندو مصرية تخرجت من كلية التربية الرياضية ومارست رياضة التايكوندو ولعبت ضمن منتخب مصر للتايكوندو قبل أن تلتحق بورش التمثيل في مركز الإبداع الفني وتشارك بعد تخرجها في عدد من العروض المسرحية والمسلسلات التليفزيونية.

## مسيرتها الفنية
تخرجت رحاب نصر من كلية التربية الرياضية ومارست رياضة التايكوندو ولعبت ضمن منتخب مصر للتايكوندو وحققت المركز الثاني بين أبطال الجمهورية في لعبة التايكوندو قبل أن تلتحق بورش تمثيل مركز الإبداع الفني مع المخرج خالد جلال وكانت ضمن ثاني دفعة تخرجت من المركز فشاركت مع دفعتها في العرض المسرحي «سينما مصر»، وفي عام 2015 شاركت في المسلسل التليفزيوني «وش تاني» بطولة حسين فهمي وكريم عبد العزيز وإخراج وائل عبد الله، ثم توالت مشاركاتها في الأفلام السينمائية والمسلسلات التليفزيونيّة، وكان من أبرز مشاركاتها في المسلسلات التليفزيونية دورها في مسلسل «جراند اوتيل» الذي عُرض خلال شهر رمضان عام 2016، ودورها في مسلسل «الغرفة 207» الذي عُرض في عام 2022 على منصة شاهد الرقمية التابعة لشبكة قنوات إم بي سي.

## أعمالها
| سنة العرض | اسم العمل                  | نوع العمل | الدور               |
| --------- | -------------------------- | --------- | ------------------- |
| 2022      | الغرفة 207                 | مسلسل     | والدة جمال الصواف   |
| 2020      | سكن البنات                 | مسلسل     | سلمى                |
| 2020      | الوصية                     | مسرحية    | المذيعة             |
| 2019      | أفراح إبليس (الجزء الثاني) | مسلسل     |                     |
| 2018      | حواديت الشانزليزيه         | مسلسل     | مشرفة الملجأ        |
| 2018      | أيوب                       | مسلسل     | وفاء صديقة سماح     |
| 2018      | رسايل                      | مسلسل     | زوجة محمود عامر حسن |
| 2017      | بين عالمين                 | مسلسل     |                     |
| 2017      | حلاوة الدنيا               | مسلسل     |                     |
| 2017      | عشم إبليس                  | مسلسل     |                     |
| 2016      | المغني                     | مسلسل     |                     |
| 2016      | جراند أوتيل                | مسلسل     |                     |
| 2015      | بين السرايات               | مسلسل     |                     |
| 2015      | تحت السيطرة                | مسلسل     |                     |
| 2015      | طريقي                      | مسلسل     |                     |
| 2015      | وش تاني                    | مسلسل     |                     |
|           | الحلم                      | فيلم      |                     |

## روابط خارجية
- صفحة الممثلة على موقع قاعدة بيانات الأفلام العربية